# Aaron Aedy
Aaron Aedy (ur. 19 grudnia 1969) – brytyjski muzyk i gitarzysta. Członek zespołu Paradise Lost. 

## Filmografia
- Over the Madness (2007, film dokumentalny, reżyseria: Diran Noubar)[2]